# Peter Jaks
Peter Jaks (* 4. Mai 1966 in Frýdek-Místek Tschechoslowakei; † 5. Oktober 2011 bei Bari, Italien) war ein Schweizer Eishockeyspieler mit tschechischen Wurzeln, der während seiner aktiven Karriere zwischen 1983 und 2003 für den HC Ambrì-Piotta, HC Lugano und die ZSC Lions in der Schweizer Nationalliga A spielte. In dieser Zeit erzielte er in 809 NLA-Partien 487 Tore, die einen gültigen NLA-Rekord bedeuten. Darüber hinaus gewann er drei Schweizer Meistertitel und absolvierte 149 Länderspiele für die Schweizer Nationalmannschaft – unter anderem bei zwei Olympischen Winterspielen.
Nach dem Ende seiner Spielerkarriere war Jaks zwischen 2003 und 2009 Sportdirektor seines Ex-Klubs HC Ambrì-Piotta. Sein jüngerer Bruder Pauli ist ein ehemaliger Eishockeytorhüter.

## Karriere
Nachdem er seine Juniorenzeit beim GDT Bellinzona und HC Ascona verbracht hatte, wechselte Jaks auf die Saison 1983/84 zum HC Ambrì-Piotta in die Nationalliga B. Mit dem HCAP gelang am Ende der Saison 1984/85 der Aufstieg in die Nationalliga A. Nach zwei Spielzeiten in der NLA mit Ambri verliess Peter Jaks den Club und schloss sich dem Kantonsrivalen HC Lugano an. Bereits in seiner ersten Saison für den HC Lugano gewann er mit seinem neuen Team den Schweizer Meistertitel.
Nach Ablauf der Spielzeit 1988/89 kehrte Jaks in die Leventina zu Ambrì-Piotta zurück und verbrachte dort die nächsten neun Spielzeiten. 1998 wechselte er nach Zürich zu den ZSC Lions, wo er 2000 und 2001 zwei weitere Male Schweizer Meister wurde. Zudem gewann er mit den Lions 2001 und 2002 den IIHF Continental Cup. Peter Jaks trat 2003 nach 809 Spielen in der Nationalliga A als Aktiver zurück. In 19 Spielzeiten erzielte er insgesamt 485 Tore und sammelte insgesamt 894 Scorerpunkte. Er hält damit die Rekorde für erzielte Tore und Scorerpunkte der heutigen National League A.
Zwischen 2003 und 2009 war Jaks Sportdirektor beim HC Ambrì-Piotta und sorgte durch seine Kontakte zu Spielervermittlern dafür, dass der HCAP trotz beschränktem Budget immer wieder erfolgreiche ausländische Spieler verpflichten konnte. Nach dem schlechten Abschneiden der Profimannschaft in der Spielzeit 2008/09 trat Jaks von diesem Posten zurück.
Peter Jaks kam am 5. Oktober 2011 auf der Bahnstrecke Bari-Foggia «bei einem Zwischenfall mit einem Zug» ums Leben. Nach Darstellung der Internationalen Eishockey-Föderation beging er Selbstmord. Am 15. Oktober 2011 wurde er im Beisein der Mannschaft des HC Ambrì-Piotta auf einem Friedhof in Bellinzona beigesetzt. Er hinterlässt drei Kinder aus der Ehe mit seiner Frau Francesca. Zu Ehren von Jaks wurde seine Trikotnummer 19 durch den HC Ambrì-Piotta gesperrt, das heisst nicht mehr an andere Spieler vergeben.

### International
Für die Schweiz nahm Jaks im Juniorenbereich an zwei Junioren-Weltmeisterschaften teil – der Junioren-B-Weltmeisterschaft 1985 und im folgenden Jahr nach dem Aufstieg in die A-Gruppe.
Für die Seniorenauswahl der Eidgenossen spielte er an den B-Weltmeisterschaften der Jahre 1989, 1990 und 1996 sowie den A-Weltmeisterschaften 1987, 1991 und 1998. Bei der B-Weltmeisterschaft 1990 gelang ihm mit dem Team der Aufstieg in die A-Gruppe.  Des Weiteren stand Jaks im Aufgebot der Schweiz bei den Olympischen Winterspielen 1988 in Calgary und 1992 in Albertville. Zudem absolvierte er im Jahr 1997 Qualifikationsspiele für die Olympischen Winterspiele 1998.
Insgesamt bestritt Jaks 149 Länderspiele für die Seniorenauswahl der Schweiz.

## Erfolge und Auszeichnungen
| - 1987 Bester Torschütze der Nationalliga A - 1988 Schweizer Meister mit dem HC Lugano - 2000 Schweizer Meister mit den ZSC Lions | - 2001 IIHF-Continental-Cup-Gewinn mit den ZSC Lions - 2001 Schweizer Meister mit den ZSC Lions - 2002 IIHF-Continental-Cup-Gewinn mit den ZSC Lions |

### International
- 1985 Aufstieg in die A-Gruppe bei der Junioren-B-Weltmeisterschaft
- 1985 Topscorer der Junioren-B-Weltmeisterschaft
- 1990 Aufstieg in die A-Gruppe bei der B-Weltmeisterschaft

## Rekorde
Peter Jaks hielt zum Zeitpunkt seines Todes die folgenden Rekorde der Nationalliga A:
| Rekord                  | Qualifikation | Insgesamt |
| ----------------------- | ------------- | --------- |
| Meiste Tore             | 435           | 487       |
| Meiste Powerplay-Tore   | 109           | 123       |
| Spielentscheidende Tore | 58            | 66        |
| Tore zum Unentschieden  | 10            | 10        |
| Meiste Punkte           | 782           | 893       |
| Meiste 1. Assists       | 244           | −         |
| Meiste 2. Assists       | 103           | −         |
| Meiste Assists          | 347           | −         |

## Karrierestatistik

### International
Vertrat die Schweiz bei:
| - Junioren-B-Weltmeisterschaft 1985 - Junioren-Weltmeisterschaft 1986 - Weltmeisterschaft 1987 - Olympischen Winterspielen 1988 - B-Weltmeisterschaft 1989 - B-Weltmeisterschaft 1990 | - Weltmeisterschaft 1991 - Olympischen Winterspielen 1992 - B-Weltmeisterschaft 1996 - Qualifikation zu den Olympischen Winterspielen 1997 - Weltmeisterschaft 1998 |

(Legende zur Spielerstatistik: Sp oder GP = absolvierte Spiele; T oder G = erzielte Tore; V oder A = erzielte Assists; Pkt oder Pts = erzielte Scorerpunkte; SM oder PIM = erhaltene Strafminuten; +/− = Plus/Minus-Bilanz; PP = erzielte Überzahltore; SH = erzielte Unterzahltore; GW = erzielte Siegtore; 1 Play-downs/Relegation; Kursiv: Statistik nicht vollständig)